# Göteborg Formation Team
Göteborg Formation Team är ett formationsdanslag inom latinamerikansk dans ifrån Göteborg som var verksamt från 1993 till 1998.
Bästa placering på VM i Latinamerikansk Formationsdans var en 5:e plats i München 1997.

## Meriter
- 1993 Världsmästerskapen Stavanger (Norge): 19:e plats
- 1994 Europamästerskapen Dortmund (Tyskland) 13:e plats
- 1994 Världsmästerskapen i Bremen (Tyskland) 10:e plats(semifinal)
- 1995 Come Dancing Bournemouth (England) 5-8:e plats
- 1995 British Open Blackpool (Englang) 4:e plats (final)
- 1995 International Latin Formation Championship (Sverige). 3:e plats
- 1995 Europamästerskapen Bourge (Frankrike) 9:e plats(semifinal)
- 1995 Världsmästerskapen Berlin (Tyskland) 8:e plats(semifinal)
- 1996 Sweden International Dance Festival Göteborg (Sverige) 4:e plats
- 1996 Come Dancing in Bournemoth (England) 3-4:e plats
- 1996 Europamästerskapen Bremerhaven (Tyskland) 6:e plats(FINAL)
- 1996 Världsmästerskapen Vilnius (Litauen) 10:e plats(semifinal)
- 1997 Europamästerskapen Warszawa (Polen) 9/12th plats(semifinal)
- 1997 Världsmästerskapen München (Tyskland) 5:e plats (FINAL)